# み

En la escritura japonesa, los caracteres silábicos (o, con más propiedad, moraicos) み (hiragana) y ミ (katakana) ocupan el 32.º lugar en el sistema moderno de ordenación alfabética gojūon (五十音), entre ま y む; y el 41.er en el poema iroha, entre め y し. En la tabla a la derecha, que sigue el orden gojūon (por columnas, y de derecha a izquierda), se encuentra en la séptima columna (ま行, "columna MA") y la segunda fila (い段, "fila I").
El carácter み proviene del kanji 美, mientras que ミ proviene de 三 (número 3).

## Romanización
Según los sistemas de romanización Hepburn, Kunrei-shiki y Nihon-shiki, み, ミ se romanizan como "mi".

## Escritura
| Escritura de み | Escritura de ミ |

El carácter み se escribe con dos trazos: 
1. Trazo que consiste en una línea horizontal seguida de una curva que va hacia abajo, forma un bucle en la parte izquierda del carácter y al final es horizontal hacia la derecha.
2. Trazo vertical que corta a la parte final del primer trazo. Al final se curva hacia la izquierda.

El carácter ミ se escribe con tres trazos: 
1. Trazo horizontal aunque ligeramente descendente.
2. Trazo similar al anterior situado debajo de él.
3. Trazo similar al anterior situado debajo de él.

## Otras representaciones
- Sistema Braille:
| ●－ ●● |
- Alfabeto fonético: 「三笠のミ」 ("el mi de Mikasa")
- Código Morse: ・・－・－

- Datos: Q40744
- Multimedia: み / Q40744